# Mylothris kiwuensis
Mylothris kiwuensis is een vlindersoort uit de familie van de Pieridae (witjes), onderfamilie Pierinae.
Mylothris kiwuensis werd in 1910 beschreven door Grünberg.